# Kartúmi nemzetközi repülőtér
A Kartúmi nemzetközi repülőtér (arabul مطار الخرطوم الدولي) (IATA: KRT, ICAO: HSSS) Kartúmban fekszik, Szudánban. Szudán elsődleges és legnagyobb repülőtere. Éves utasforgalma 3 492 097 fő (2017).

## Története
A Kartúmi nemzetközi repülőtér a főváros szívében található, és az ország fő repülőtereként szolgál. A jelenlegi repülőteret 2022-ben a Kartúm központjától 40 kilométerre délre fekvő Omdurmánban épülő Új Kartúmi nemzetközi repülőtér fogja felváltani. A tervek szerint az új repülőtér két 4000 méter hosszú kifutópályával, egy 86 000 négyzetméteres utasterminállal és egy 300 szobás szállodával fog rendelkezni. Az építkezést a China Harbour Engineering Co. (CHEC) vitelezi ki.
A repülőtér 2023. április 15-én bezárt, miután Kartúm ostroma során megrohamozták és elfoglalták azt a Gyorsreagálású Támogató Erők (RSF).

## Légitársaságok és úti célok

### Utasszállító
| Légitársaság          | Célállomások |
| --------------------- | --- |
| Afriqiyah Airways     | Bengázi, Tripoli |
| Air Arabia            | Abu-Dzabi, Sardzsa |
| Air Arabia Egypt      | Kairó |
| Badr Airlines         | Addisz Abeba, Abu-Dzabi, Kairó, Damazin, Doha, Dubaj, Al Fashir, El-Obeid, Geneina, Isztambul, Dzsidda, Juba, Kano, Kaszala, Nyala, Port Szudán, Wau |
| Cham Wings Airlines   | Damaszkusz |
| EgyptAir              | Kairó |
| Emirates              | Dubaj |
| Eritrean Airlines     | Aszmara, Kairó, Kano |
| Ethiopian Airlines    | Addisz Abeba |
| flydubai              | Dubaj |
| Flynas                | Abha, Dammám, Dzsidda, Medina, Rijád |
| Golden Wings Aviation | Juba, Wau |
| Gulf Air              | Manáma |
| Kenya Airways         | Juba, Nairobi |
| Libyan Airlines       | Tripoli |
| Nile Air              | Kairó |
| Nova Airways          | Al Fashir, Dzsidda, Juba, Nyala, Port Szudán |
| Qatar Airways         | Doha |
| SalamAir              | Maszkat |
| Saudia                | Dzsidda, Medina, Rijád |
| Sudan Airways         | Addisz Abeba, Aszmara, Kairó, Al Fashir, Geneina, Dzsidda, Juba, Kano, N’Djamena, Nyala, Port Szudán, Rijád                                          |
| Syrian Air            | Damaszkusz |
| Tarco Aviation        | Amman, Aszmara, Kairó, Dammám, Doha, Entebbe, Dzsidda, Juba, Kano, Kuvait, N’Djamena, Rijád Szezonális: Áden, Seiyun                                 |
| Tchadia Airlines      | N’Djamena |
| Turkish Airlines      | Isztambul |
| Yemenia               | Áden |

### Teherszállítás
| Légitársaság             | Célállomások        |
| ------------------------ | ------------------- |
| EgyptAir Cargo           | Kairó, Nairobi      |
| Emirates Sky Cargo       | Jebel Ali           |
| Ethiopian Airlines Cargo | Addisz Abeba, Liège |
| Qatar Airways Cargo      | Doha                |
| Saudia Cargo             | Dzsidda             |
| Turkish Cargo            | Isztambul, Nairobi  |

## Forgalom
Az utasforgalom az elmúlt években az alábbi módon változott:
| Utasok száma | 2 178 097 | 3 501 512 | 3 492 097 |
|              | 2009      | 2016      | 2017      |

## Balesetek és incidensek
- 1952. augusztus 8-án az Ellátásügyi Minisztérium által üzemeltetett G-AHRF lajstromú Vickers Viscount repülőgép túlságosan megrongálódott, amikor leszállás közben a jobb oldali futóműve összecsuklott.[15]
- 1983. július 19-én a Chevron Corporation Douglas C-47A N480F típusú repülőgépe nem sokkal a felszállás után lezuhant a repülőtértől nem messze. Mindkét hajtómű meghibásodott, valószínűleg a szennyezett üzemanyag miatt. A fedélzeten tartózkodó mind a 27 ember túlélte.[16]
- 2008. június 10-én a Sudan Airways 109-es járata Ammánból érkezett és miután leszállt a kifutópályára, túlfutott azon. Ekkor a jobb oldali hajtómű kigyulladt, és a tűz elkezdett terjedni a repülőgépben. Az előzetes becslések szerint a 200 utasból körülbelül 100-an halhattak meg,[17] de ezt a becslést 30 halottra és 184 túlélőre módosították.[18]
- 2008. június 30-án egy Il–76-os repülőgép felszállás közben felrobbant. A személyzet mind a 4 tagja meghalt.[19]
- 2018. október 3-án a Szudáni Légierő egyik An–32 típusú repülőgépe összeütközött a Szudáni Légierő egyik An–30-as repülőgépével.[20]

## Fordítás
- Ez a szócikk részben vagy egészben  a   Khartoum International Airport című angol Wikipédia-szócikk ezen változatának fordításán alapul.  Az eredeti cikk szerkesztőit annak laptörténete sorolja fel. Ez a jelzés csupán a megfogalmazás eredetét és a szerzői jogokat jelzi, nem szolgál a cikkben szereplő információk forrásmegjelöléseként.